# César 2022

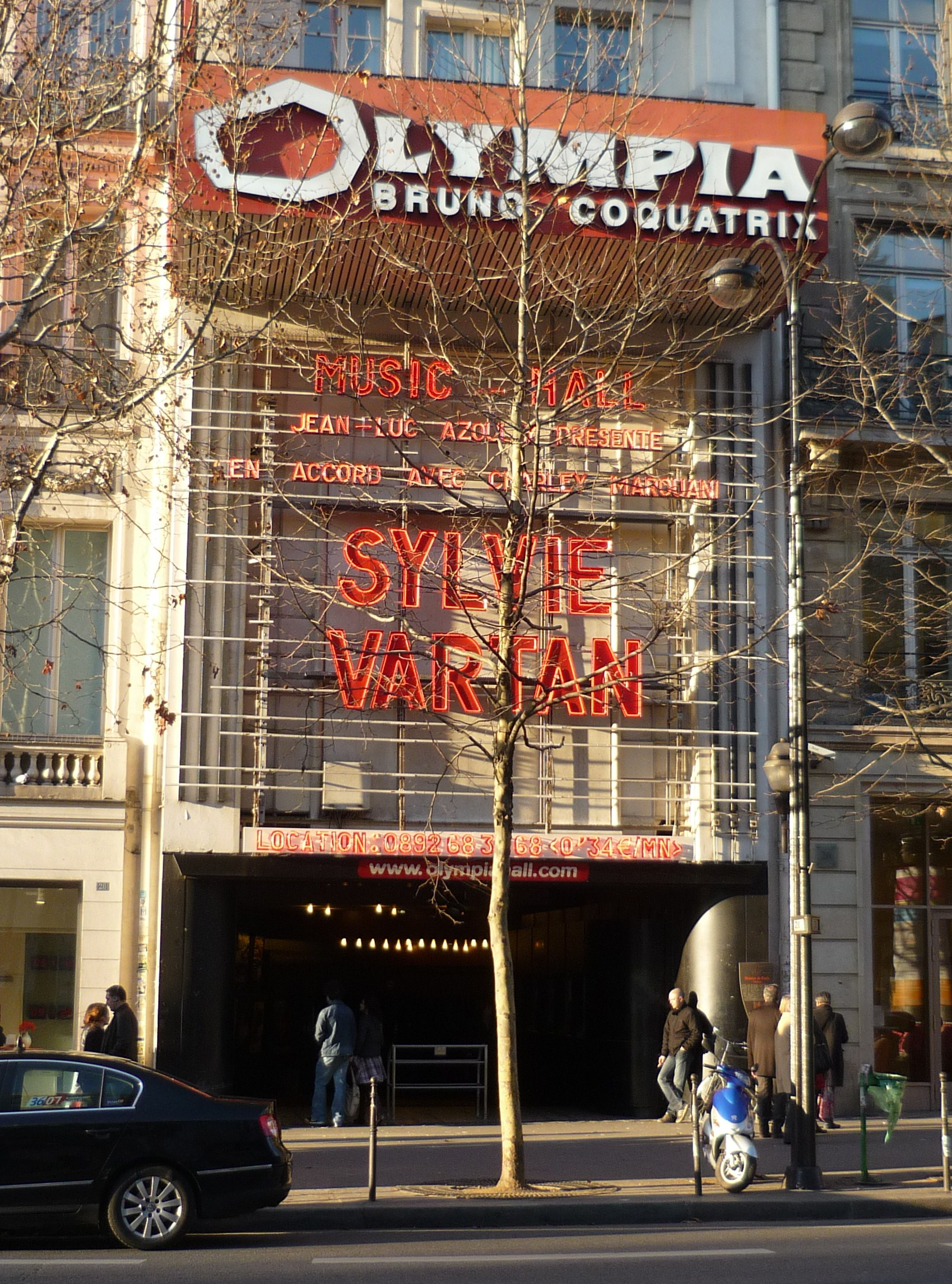
Das Olympia, Veranstaltungsort der César-Verleihung

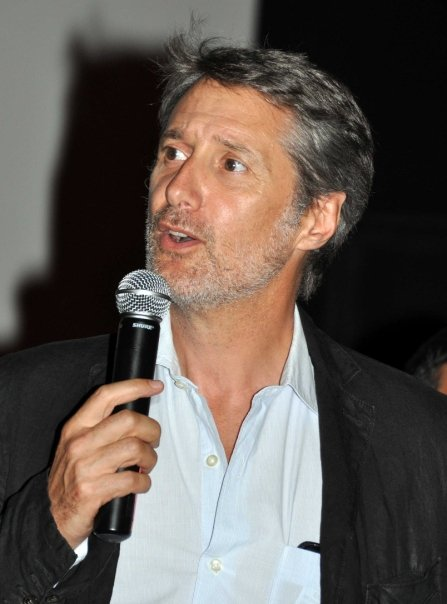
Antoine de Caunes, Moderator der Preisverleihung

Die 47. César-Verleihung fand am 25. Februar 2022 im Olympia in Paris statt. Die von der französischen Académie des Arts et Techniques du Cinéma vergebenen Filmpreise für die besten Produktionen des Kinojahres 2021 wurden in 24 Kategorien verliehen, darunter erstmals in der Kategorie Beste visuelle Effekte („César des meilleurs effets visuels“); zum ersten Mal seit 1991 wurde zudem wieder ein César in der Kategorie Bester dokumentarischer Kurzfilm verliehen. Die Veranstaltung wurde live vom französischen Fernsehsender Canal+ übertragen.
Den jährlich wechselnden Vorsitz der Gala übernahm Danièle Thompson. Als Moderator („maître de cérémonie“) durch den Abend führte zum zehnten Mal Antoine de Caunes, der zuletzt 2013 die Moderation innehatte. Die Nominierungen wurden am 26. Januar 2022 bekanntgegeben. Mit 15 Nominierungen in 13 Kategorien war Verlorene Illusionen von Xavier Giannoli der meistnominierte Film in der Geschichte der Césars. Neben Verlorene Illusionen, der mit sieben Preisen der Gewinner des Abends war, galten Leos Carax’ Annette (elf Nominierungen, fünf Auszeichnungen) sowie Valérie Lemerciers Celine-Dion-Hommage Aline – The Voice of Love (zehn Nominierungen, eine Auszeichnung) als Favoriten der Preisverleihung. Für Erstaunen sorgte der Umstand, dass Titane, Gewinner der Goldenen Palme der Internationalen Filmfestspiele von Cannes 2021, nur vier Nominierungen erhielt und in den Kategorien Bester Film und Bester Hauptdarsteller (Vincent Lindon) nicht berücksichtigt wurde.
 

## Preisträger und Nominierte
| Film                                        | N  | A |
| ------------------------------------------- | -- | - |
| Verlorene Illusionen                        | 15 | 7 |
| Annette                                     | 11 | 5 |
| Aline – The Voice of Love                   | 10 | 1 |
| Bac Nord – Bollwerk gegen das Verbrechen    | 7  | 0 |
| In den besten Händen                        | 6  | 1 |
| Black Box – Gefährliche Wahrheit            | 5  | 0 |
| Wo in Paris die Sonne aufgeht               | 5  | 0 |
| Das Ereignis                                | 4  | 1 |
| Onoda – 10.000 Nächte im Dschungel          | 4  | 1 |
| Titane                                      | 4  | 0 |
| Eiffel in Love                              | 3  | 0 |
| Die Magnetischen                            | 3  | 1 |
| Der Schneeleopard                           | 3  | 1 |
| À la Carte! – Freiheit geht durch den Magen | 2  | 0 |
| Die Ruhelosen                               | 2  | 0 |
| Für immer und ewig                          | 2  | 0 |
| Slalom                                      | 2  | 0 |

### Bester Film
präsentiert von Danièle Thompson
Verlorene Illusionen (Illusions perdues) – Regie: Xavier Giannoli
Aline – The Voice of Love (Aline) – Regie: Valérie Lemercier
Annette – Regie: Leos Carax
Bac Nord – Bollwerk gegen das Verbrechen (BAC Nord) – Regie: Cédric Jimenez
Das Ereignis (L’événement) – Regie: Audrey Diwan
In den besten Händen (La fracture) – Regie: Catherine Corsini
Onoda – 10.000 Nächte im Dschungel (Onoda, 10 000 nuits dans la jungle) – Regie: Arthur Harari

### Beste Regie
präsentiert von Cate Blanchett
Leos Carax – Annette
Valérie Lemercier – Aline – The Voice of Love (Aline)
Cédric Jimenez  – Bac Nord – Bollwerk gegen das Verbrechen (BAC Nord)
Audrey Diwan – Das Ereignis (L’événement)
Xavier Giannoli – Verlorene Illusionen (Illusions perdues)
Arthur Harari – Onoda – 10.000 Nächte im Dschungel (Onoda, 10 000 nuits dans la jungle)
Julia Ducournau – Titane

### Beste Hauptdarstellerin
präsentiert von Omar Sy
Valérie Lemercier – Aline – The Voice of Love (Aline)
Leïla Bekhti – Die Ruhelosen (Les intranquilles)
Valeria Bruni Tedeschi – In den besten Händen (La fracture)
Laure Calamy – Une femme du monde
Virginie Efira – Benedetta
Vicky Krieps – Für immer und ewig (Serre moi fort)
Léa Seydoux – France

### Bester Hauptdarsteller
präsentiert von François Cluzet
Benoît Magimel – In Liebe lassen (De son vivant)
Damien Bonnard – Die Ruhelosen (Les intranquilles)
Adam Driver – Annette
Gilles Lellouche – Bac Nord – Bollwerk gegen das Verbrechen (BAC Nord)
Vincent Macaigne – Der Nachtarzt (Médecin de nuit)
Pio Marmaï – In den besten Händen (La fracture)
Pierre Niney – Black Box – Gefährliche Wahrheit (Boîte noire)

### Beste Nebendarstellerin
präsentiert von Lyna Khoudri und Anaïs Demoustier
Aïssatou Diallo Sagna – In den besten Händen (La fracture)
Jeanne Balibar – Verlorene Illusionen (Illusions perdues)
Cécile de France – Verlorene Illusionen (Illusions perdues)
Adèle Exarchopoulos – Mandibules
Danielle Fichaud – Aline – The Voice of Love (Aline)

### Bester Nebendarsteller
präsentiert von Lyna Khoudri und Anaïs Demoustier
Vincent Lacoste – Verlorene Illusionen (Illusions perdues)
François Civil – Bac Nord – Bollwerk gegen das Verbrechen (BAC Nord)
Xavier Dolan – Verlorene Illusionen (Illusions perdues)
Karim Leklou – Bac Nord – Bollwerk gegen das Verbrechen (BAC Nord)
Sylvain Marcel – Aline – The Voice of Love (Aline)

### Beste Nachwuchsdarstellerin
präsentiert von Franck Gastambide
Anamaria Vartolomei – Das Ereignis (L’événement)
Noée Abita – Slalom
Salomé Dewaels – Verlorene Illusionen (Illusions perdues)
Agathe Rousselle – Titane
Lucie Zhang – Wo in Paris die Sonne aufgeht (Les Olympiades)

### Bester Nachwuchsdarsteller
präsentiert von Franck Gastambide
Benjamin Voisin – Verlorene Illusionen (Illusions perdues)
Sandor Funtek – Suprêmes
Sami Outalbali – Eine Geschichte von Liebe und Verlangen (Une histoire d’amour et de désir)
Thimotée Robart – Die Magnetischen (Les magnétiques)
Makita Samba – Wo in Paris die Sonne aufgeht (Les Olympiades)

### Bestes Originaldrehbuch
präsentiert von Alexis Michalik
Arthur Harari und Vincent Poymiro – Onoda – 10.000 Nächte im Dschungel (Onoda, 10 000 nuits dans la jungle)
Valérie Lemercier und Brigitte Buc – Aline – The Voice of Love (Aline)
Leos Carax, Ron und Russell Mael – Annette
Yann Gozlan, Simon Moutaïrou und Nicolas Bouvet-Levrard – Black Box – Gefährliche Wahrheit (Boîte noire)
Catherine Corsini, Laurette Polmanss und Agnès Feuvre – In den besten Händen (La fracture)

### Bestes adaptiertes Drehbuch
präsentiert von Alexis Michalik
Xavier Giannoli und Jacques Fieschi – Verlorene Illusionen (Illusions perdues)
Yaël Langmann und Yvan Attal – Menschliche Dinge (Les choses humaines)
Audrey Diwan und Marcia Romano – Das Ereignis (L’événement)
Céline Sciamma, Léa Mysius und Jacques Audiard – Wo in Paris die Sonne aufgeht (Les Olympiades)
Mathieu Amalric – Für immer und ewig (Serre moi fort)

### Bestes Szenenbild
präsentiert von William Lebghil und Félix Moati
Riton Dupire-Clément – Verlorene Illusionen (Illusions perdues)
Emmanuelle Duplay – Aline – The Voice of Love (Aline)
Florian Sanson – Annette
Bertrand Seitz – À la Carte! – Freiheit geht durch den Magen (Délicieux)
Stéphane Taillasson – Eiffel in Love (Eiffel)

### Beste Kostüme
präsentiert von William Lebghil und Félix Moati
Pierre-Jean Larroque – Verlorene Illusionen (Illusions perdues)
Catherine Leterrier – Aline – The Voice of Love (Aline)
Pascaline Chavanne – Annette
Madeline Fontaine – À la Carte! – Freiheit geht durch den Magen (Délicieux)
Thierry Delettre – Eiffel in Love (Eiffel)

### Beste Kamera
präsentiert von Djebril Zonga und Amira Casar
Christophe Beaucarne – Verlorene Illusionen (Illusions perdues)
Caroline Champetier – Annette
Paul Guilhaume – Wo in Paris die Sonne aufgeht (Les Olympiades)
Tom Harari – Onoda – 10.000 Nächte im Dschungel (Onoda, 10 000 nuits dans la jungle)
Ruben Impens – Titane

### Bester Schnitt
präsentiert von Djebril Zonga und Amira Casar
Nelly Quettier – Annette
Simon Jacquet – Bac Nord – Bollwerk gegen das Verbrechen (BAC Nord)
Valentin Féron – Black Box – Gefährliche Wahrheit (Boîte noire)
Frédéric Baillehaiche – In den besten Händen (La fracture)
Cyril Nakache – Verlorene Illusionen (Illusions perdues)

### Bester Ton
präsentiert von Nicolas Maury
Erwan Kerzanet, Katia Boutin, Maxence Dussère, Paul Heymans und Thomas Gauder – Annette
Olivier Mauvezin, Arnaud Rolland, Edouard Morin und Daniel Sobrino – Aline – The Voice of Love (Aline)
Nicolas Provost, Nicolas Bouvet-Levrard und Marc Doisne – Black Box – Gefährliche Wahrheit (Boîte noire)
François Musy, Renaud Musy und Didier Lozahic – Verlorene Illusionen (Illusions perdues)
Mathieu Descamps, Pierre Bariaud und Samuel Aïchoun – Die Magnetischen (Les magnétiques)

### Beste visuelle Effekte
präsentiert von Grégoire Ludig und David Marsais
Guillaume Pondard – Annette
Sébastien Rame – Aline – The Voice of Love (Aline)
Olivier Cauwet – Eiffel in Love (Eiffel)
Arnaud Fouquet und Julien Meesters – Verlorene Illusionen (Illusions perdues)
Martial Vallanchon – Titane

### Beste Filmmusik
präsentiert von Sofiane Zermani
Ron und Russell Mael – Annette
Guillaume Roussel – Bac Nord – Bollwerk gegen das Verbrechen (BAC Nord)
Philippe Rombi – Black Box – Gefährliche Wahrheit (Boîte noire)
Rone – Wo in Paris die Sonne aufgeht (Les Olympiades)
Warren Ellis und Nick Cave – Der Schneeleopard (La panthère des neiges)

### Bestes Erstlingswerk
präsentiert von Elsa Zylberstein
Die Magnetischen (Les magnétiques) – Regie: Vincent Maël Cardona
Gagarin – Einmal schwerelos und zurück (Gagarine) – Regie: Fanny Liatard und Jérémy Trouilh
Schwarm der Schrecken (La nuée) – Regie: Just Philippot
Der Schneeleopard (La panthère des neiges) – Regie: Marie Amiguet und Vincent Munier
Slalom – Regie: Charlène Favier

### Bester Animationsfilm
präsentiert von Ana Girardot und Bertrand Usclat
Gipfel der Götter (Le sommet des dieux) – Regie: Patrick Imbert
Im Himmel ist auch Platz für Mäuse (Myši patří do nebe) – Regie: Denisa Grimmová und Jan Bubeníček
Die Odyssee (La traversée) – Regie: Florence Miailhe

### Bester Dokumentarfilm
präsentiert von Antoine de Caunes
Der Schneeleopard (La panthère des neiges) – Regie: Marie Amiguet und Vincent Munier
Animal – Regie: Cyril Dion
Bigger Than Us – Regie: Flore Vasseur
Debout les femmes! – Regie: Gilles Perret und François Ruffin
Indes galantes – Regie: Philippe Béziat

### Bester animierter Kurzfilm
präsentiert von Ana Girardot und Bertrand Usclat
Folie douce, folie dure – Regie: Marine Laclotte
Empty Places – Regie: Geoffroy de Crécy
Die Welt an und für sich (Le monde en soi) – Regie: Sandrine Stoïanov und Jean-Charles Finck
Wertvoll (Précieux) – Regie: Paul Mas

### Bester Kurzfilm
präsentiert von Grégoire Ludig und David Marsais
Die Junggesellen (Les mauvais garçons) – Regie: Elie Girard
Im zarten Alter (L’âge tendre) – Regie: Julien Gaspar-Oliveri
Le départ – Regie: Saïd Hamich Benlarbi
Anständige Leute (Des gens bien) – Regie: Maxime Roy
Soldat noir – Regie: Jimmy Laporal-Trésor

### Bester dokumentarischer Kurzfilm
präsentiert von Antoine de Caunes
Maalbeek – Regie: Ismaël Joffroy Chandoutis
America – Regie: Giacomo Abbruzzese
Les antilopes – Regie: Maxime Martinot
La fin des rois – Regie: Rémi Brachet

### Bester ausländischer Film
präsentiert von Emma Mackey
The Father, Vereinigtes Königreich, Schweiz – Regie: Florian Zeller
Abteil Nr. 6 (Hytti nro 6), Finnland, Estland, Russland, Deutschland – Regie: Juho Kuosmanen
Drive My Car (ドライブ・マイ・カー, Doraibu mai kā), Japan – Regie: Ryūsuke Hamaguchi
First Cow, Vereinigte Staaten – Regie: Kelly Reichardt
Der schlimmste Mensch der Welt (Verdens verste menneske), Norwegen – Regie: Joachim Trier
Teheran Connection (متری شیش و نیم), Iran – Regie: Saeed Roustayi
Parallele Mütter (Madres paralelas), Spanien – Regie: Pedro Almodóvar

## Spezialpreise

### Ehrenpreis („César d’honneur“)

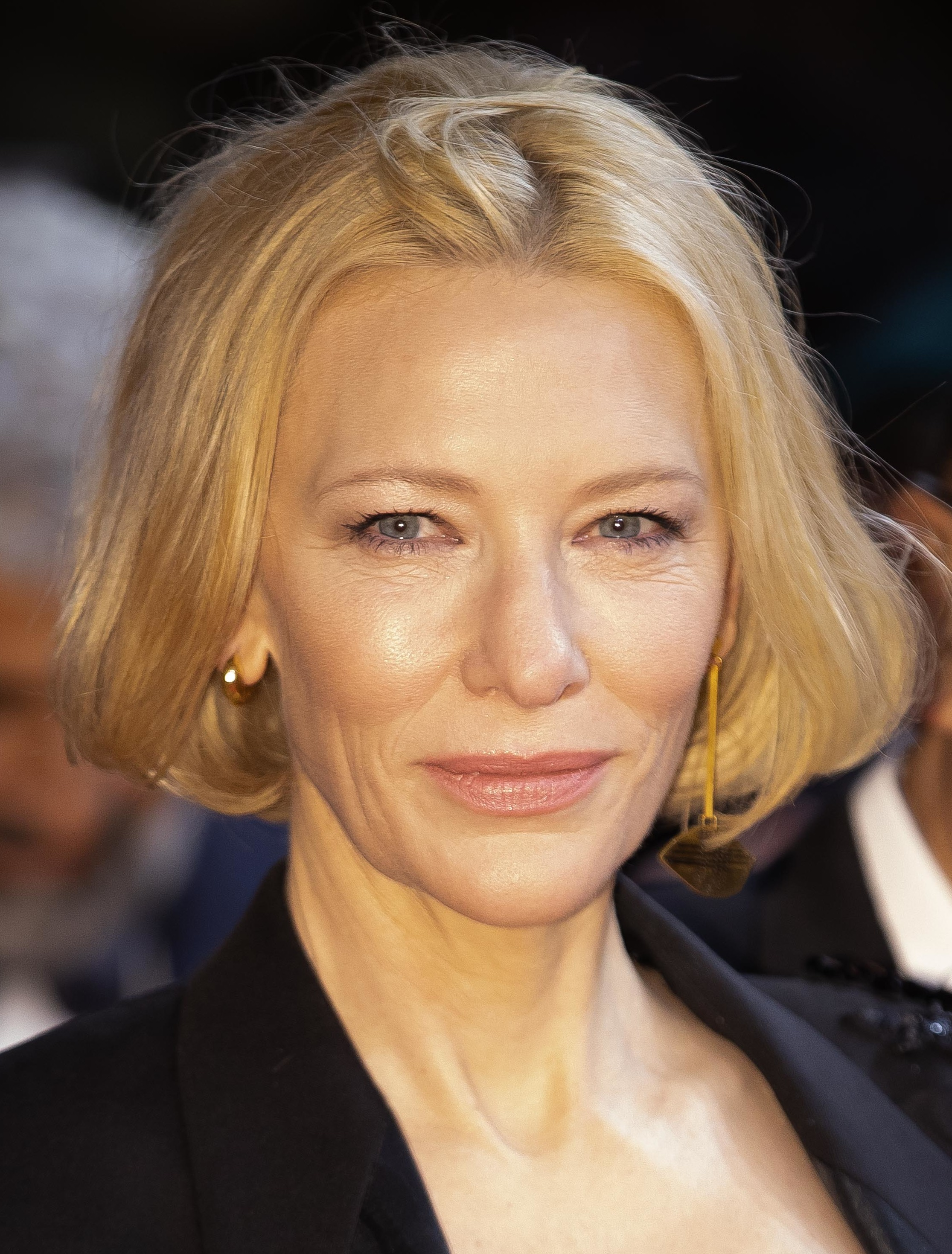
Cate Blanchett, Trägerin des Ehrenpreises 2022

- Cate Blanchett

### César des lycéens
Die sieben für den besten Film nominierten Beiträge stehen für 1866 Schüler in der Kategorie César des lycéens zur Auswahl. Der Gewinner wurde am 28. Februar 2022 bekannt gegeben, der César wird am 7. März 2022 in Paris verliehen.
Bac Nord – Bollwerk gegen das Verbrechen (BAC Nord) – Regie: Cédric Jimenez
Aline – The Voice of Love (Aline) – Regie: Valérie Lemercier
Annette – Regie: Leos Carax
Das Ereignis (L’événement) – Regie: Audrey Diwan
In den besten Händen (La fracture) – Regie: Catherine Corsini
Onoda – 10.000 Nächte im Dschungel (Onoda, 10 000 nuits dans la jungle)
Verlorene Illusionen (Illusions perdues) – Regie: Xavier Giannoli